# Samuel Eduok
Samuel Emem Eduok, né le 31 janvier 1994 au Nigeria, est un joueur de football international nigérian, qui évolue au poste d'attaquant.

## Biographie
Il participe avec la sélection nigérienne au Tournoi de Toulon 2013 et à la Coupe du monde des moins de 20 ans 2013. Lors du mondial organisé en Turquie, il joue deux matchs.
Il reçoit sa première sélection en équipe du Nigeria lors de l'année 2015.